# إستوفيليا

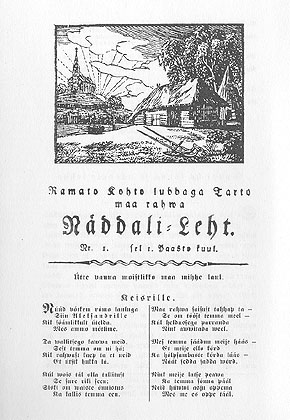

إستوفيليا هي عشق وحب وتقدير لإستونيا وثقافتها وتاريخها ولغاتها ومجتمعتها وتطورها.
المصطلح يشير بشكل خاص إلى أنشطة حركة إستوفيليا التي بدأت في وقت متأخر من القرن الثامن عشر إلى أوائل القرن التاسع عشر، عندما بدأ العلماء الألمان البلطيق في توثيق وتعزيز الثقافة واللغة الاستونية. لعبت هذه الحركة دورًا حاسمًا التسبب في الصحوى الثقافية الإستونية في وقت لاحق والتي أدت في نهاية المطاف إلى إعلان استقلال إستونيا في عام 1918، وتأسيس جمهورية استونيا.